# Sapintus similis
Sapintus similis är en skalbaggsart som beskrevs av Werner 1983. Sapintus similis ingår i släktet Sapintus och familjen kvickbaggar. Inga underarter finns listade i Catalogue of Life.